# 1947.
◄ | 19. stoljeće | 20. stoljeće | 21. stoljeće | ►
◄ | 1910-ih | 1920-ih | 1930-ih | 1940-ih | 1950-ih | 1960-ih | 1970-ih | ►
◄◄ | ◄ | 1944. | 1945. | 1946. | 1947. | 1948. | 1949. | 1950. | ► | ►►
Arhitektura • Astronautika • Astronomija • Biologija • Film • Fotografija • Glazba • Kazalište • Kemija • Kiparstvo • Knjige • Književnost • Kršćanstvo • Meteorologija • Medicina • Planinarstvo • Politika • Pravo • Promet • Slikarstvo • Strip • Šport • Televizija • Znanost • Zrakoplovstvo • Željeznički promet
1947. (rim. MCMXLVII), bila je 46. godina 20. stoljeća.

## Događaji
- 27. veljače – Osnovan NK Osijek.
- 12. ožujka – Američki predsjednik Harry S. Truman iznio je svoju tzv. Trumanovu doktrinu pred Kongresom SAD-a.
- 10. travnja – Povodom 6. godišnjice proglašenja NDH, u Split je skupina hrvatskih proturežimskih aktivista skinula jugoslavensku i izvjesila hrvatsku zastavu bez crvene zvijezde na vrh Marjana.
- 27. svibnja – Australski Hrvat Tom Starcevich odlikovan Viktorijinim križem.
- 5. lipnja – Američki državni tajnik George Marshall ocrtava plan obnove Europe ("Marshallov plan").
- 15. kolovoza – Nezavisnost Indije i Pakistana.
- 15. rujna-16. rujna – Stupa na snagu mirovni ugovor s Italijom, savezničke snage napuštaju Pulu, povučena linija Tršćanske zone, neredi u Trstu, Jugoslavija preuzima bivše talijanske teritorije.
- 25. rujna – Na Međunarodnom sudu za ratne zločine japanski car Hirohito oslobođen je svake krivnje za rat.
- 24. prosinca – Probni let MiGa-15.
- 30. prosinca – Rumunjski kralj Mihael abdicira.
- Sklopljena carinska unija Belgije, Nizozemske i Luksemburga (Benelux).
- Paragvajski građanski rat

## Rođenja

### Siječanj – ožujak
- 2. siječnja – Stjepan Tomaš, hrvatski književnik
- 8. siječnja – David Bowie, britanski rock–glazbenik, skladatelj i glumac († 2016.)
- 18. siječnja – Tomislav Marijan Bilosnić, hrvatski književnik
- 21. siječnja – Tanja Knezić, hrvatska glumica († 1986.)
- 1. veljače – Josip Rogin, hrvatski književnik
- 2. veljače – Farrah Fawcett, američka glumica († 2009.)
- 6. veljače – Zvonko Maković, hrvatski povjesničar umjetnosti, pjesnik, esejist.
- 9. veljače – Carla Del Ponte, glavna tužiteljica Haaškog suda
- 24. veljače – Edward James Olmos, američki glumac
- 1. ožujka – Ivo Banac, hrvatski povjesničar i političar († 2020.)
- 6. ožujka – Dick Fosbury, američki atletičar († 2023.)
- 7. ožujka – Želimir Puljić, hrvatski biskup
- 15. ožujka – Boris Bućan, hrvatski likovni umjetnik i akademik († 2023.)
- 25. ožujka – Elton John, britanski pjevač

### Travanj – lipanj
- 24. travnja – Johan Cruijff, nizozemski nogometaš i nogometni trener († 2016.)
- 9. lipnja – Dubravka Miletić, hrvatska glumica
- 11. lipnja – Alojz Jembrih, hrvatski znanstvenik
- 15. lipnja – Zoja Mihelac, hrvatska glumica († 2002.)
- 19. lipnja – Jagoda Kaloper, hrvatska glumica i slikarica († 2016.)
- 28. lipnja – Slaven Letica, hrvatski sociolog, publicist, političar i sveučilišni profesor († 2020.)

### Srpanj – rujan
- 2. srpnja – Larry David, američki scenarist, glumac, komičar i producent
- 9. srpnja
  - Mitch Mitchell, britanski glazbenik, bubnjar († 2008.)
  - O. J. Simpson, igrač američkog nogometa i glumac († 2024.)
- 20. srpnja – Carlos Santana, meksički rock glazbenik
- 23. srpnja – Milan Ivkošić, hrvatski novinar
- 27. srpnja – Boris Bradić, hrvatski rukometaš
- 30. srpnja – Arnold Schwarzenegger, austrijsko-američki glumac i političar
- 24. kolovoza – Paulo Coelho, brazilski književnik
- 26. kolovoza – Wolfgang Petritsch, austrijski diplomat
- 11. rujna – Mijo Korade, hrvatski povjesničar († 2020.)
- 14. rujna – Jerzy Popiełuszko, poljski svećenik († 1984.)
- 15. rujna – Sandra Prinsloo, južnoafrička glumica
- 15. rujna – Nada Rocco, hrvatska glumica
- 19. rujna – Mate Granić, hrvatski političar

### Listopad – prosinac
- 10. listopada – Nenad Šarić, hrvatski glazbenik († 2012.)
- 16. listopada – Guy Siner, američko-britanski glumac
- 17. listopada – Zoja Odak, hrvatska glumica († 2020.)
- 24. listopada – Kevin Kline, američki glumac
- 26. listopada – Hillary Rodham Clinton, američka političarka
- 31. listopada – Herman Van Rompuy, belgijski političar i prvi predsjednik Europske unije
- 7. prosinca – Oliver Dragojević, hrvatski pjevač († 2018.)

### Nepoznat datum rođenja
- Vasja Kovačić, hrvatski glumac († 1995.)

## Smrti

### Siječanj – ožujak
- 30. siječnja – Dubravko Dujšin, hrvatski glumac (* 1894.)
- 25. siječnja – Al Capone, kriminalac i mafijaš(* 1899.)
- 5. veljače – Hans Fallada, njemački književnik (* 1873.)
- 8. veljače – Josephine Bakhita – sudanska svetica (* 1869.)
- 30. ožujka – Janez Strašek, slovenski katolički svećenik (* 1906.)

### Travanj – lipanj
- 7. travnja – Henry Ford, osnivač proizvođača automobila Ford Motor Company (* 1863.)
- 16. svibnja – Frederick Gowland Hopkins, engleski biokemičar, nobelovac (* 1861.)

### Srpanj – rujan
- 24. kolovoza – Miroslav Bulešić, hrvatski svećenik i mučenik (* 1920.)

### Listopad – prosinac
- 4. listopada – Max Planck, njemački fizičar (* 1858.)
- 13. prosinca – Nikolaj Rerih, ruski slikar i filozof (* 1874.)
- 26. prosinca – Hijacint Bošković, hrv. dominikanski tomist, mislilac, filozof, bogoslov, prvi otvoreni kritičar nacizma u Europi (* 1900.)
- 28. prosinca – Viktor Emanuel III., talijanski kralj (* 1869.)

## Nobelove nagrade
- Fizika: Edward Victor Appleton
- Kemija: Robert Robinson
- Fiziologija i medicina: Carl Ferdinand Cori, Gerty Theresa Cori i Bernardo Alberto Houssay
- Književnost: André Gide
- Mir: Friends Service Council (FCS)i American Friends Service Committee (AFSC)

## Vanjske poveznice
|  | Zajednički poslužitelj ima još gradiva o temi 1947. |